# Nicanor de Carvalho
Nicanor de Carvalho Júnior (Leme, 9 de fevereiro de 1947 - Campinas, 28 de novembro de 2018) foi um ex-futebolista e técnico de futebol brasileiro.

## Carreira

### Jogador
Iniciou a carreira futebolística como ponta-esquerda na Inter de Limeira, em 1964, com apenas 17 anos.
Jogou também por XV de Piracicaba, Ponte Preta, São Paulo, Ferroviária, Remo e Miami Toros, pelo qual deixou os gramados como jogador em 1975, formando-se em Educação Física logo em seguida.

### Fora dos campos
Como preparador físico, trabalhou na Ponte Preta, no Corinthians (onde chegou a ser treinador em 1980) e no São José.
A estreia oficial como técnico foi em 1984, na Inter de Limeira, mesmo clube onde iniciara a carreira de atleta. Treinou ainda Paulista de Jundiaí, Grêmio Maringá, Atlético Paranaense, Coritiba, São José, Ponte Preta, Santos e Guarani até 1991, quando mudou-se para o Japão.
Com 92 partidas, Nicanor aparece em 12º na lista de técnicos que mais dirigiram a Ponte Preta, onde foi vice-campeão paulista em 1977.
Na Terra do Sol Nascente, Nicanor esteve à frente de Fujita FC (1991-93), Bellmare Hiratsuka - atual Shonan Bellmare (1994-95), Kashiwa Reysol (1997-98) e Verdy Kawasaki - atual Tokyo Verdy (1998), voltando ao Brasil em 2001 para treinar o América de São José do Rio Preto.
Comandaria também o Botafogo de Ribeirão Preto (2002), o Rio Branco de Americana (2003) e o Bragantino (2006).

## Morte
Nicanor faleceu em 28 de novembro de 2018, após uma parada cardíaca gerada por uma crise de diabetes.